# Août 1833

## Événements
- 3 août : Tocqueville voyage en Angleterre (fin le 7 septembre). De Cherbourg via Guernesey, il débarque à Southampton d'où il gagne Londres (10-24 août). Il y rencontre l'économiste Nassau Senior, qui restera son ami et avec lequel il entretient une importante correspondance. II rend visite dans le sud agricole de l'Angleterre à lord Radnor (1er-4 septembre), un aristocrate libéral. Au passage, Tocqueville visite Oxford, le château de Warwick et les ruines de Kenilworth. À son retour de Londres, Tocqueville s'installe à Paris rue de Verneuil pour rédiger De la démocratie en Amérique.
- 8 août : Victor Hugo commence Marie d'Angleterre, qui deviendra Marie Tudor.
- 21 août : rupture de Hugo avec Sainte-Beuve.
- 23 août : abolition de l'esclavage dans l’empire britannique.
  - En Afrique du Sud, la suppression de l’esclavage, le contrôle du régime de la propriété et l’immigration anglaise détermine un grand nombre de Boers à émigrer vers les plateaux de l’intérieur.
- 24 août, France : ordonnance portant règlement sur le service de télégraphie, relative au télégraphe optique, dont le service est attribué au ministère de l'Intérieur.
- 26 août - 12 septembre, France : voyage officiel de Louis-Philippe Ier en Normandie : Évreux, Lisieux, Falaise, Grandville, Saint-Lô, Cherbourg, Bayeux, Caen, Rouen, Louviers, Le Havre.
- 28 août : abolition du monopole de la Compagnie anglaise des Indes orientales sous la pression des lobbys commerciaux et financiers de la métropole. Le Royaume-Uni décide de gouverner directement en s’appuyant sur les autorités locales. Les premières provinces à passer sous contrôle direct de la couronne seront le Bengale, le Bihâr et l’Orissa.
- 29 août : au Royaume-Uni, le Factory Act limite à 48 heures hebdomadaires l’emploi des enfants.

## Naissances
- 18 août : Hubert Joachim Brouwers, homme politique néerlandais
- 28 août : Edward Burne-Jones, peintre britannique († 17 juin 1898).

## Décès
- 9 août : Godfrey Higgins (né en 1772), archéologue britannique.